# Gildoria grandis
Gildoria grandis är en stekelart som först beskrevs av Josef Fahringer 1930.  Gildoria grandis ingår i släktet Gildoria och familjen bracksteklar. Inga underarter finns listade i Catalogue of Life.